# Patinação artística nos Jogos Asiáticos de Inverno de 2017 - Individual feminino
A competição individual feminino da patinação artística na Jogos Asiáticos de Inverno de 2017 foi realizada no Makomanai Ice Arena em Sapporo, Japão. O programa curto foi disputado no dia 23 de fevereiro e a patinação livre no dia 25 de fevereiro.

## Medalhistas
| Ouro   | KOR Choi Da-bin           |
| Prata  | CHN Li Zijun              |
| Bronze | KAZ Elizabet Tursynbayeva |

## Resultados
| Pos.              | Nome                 | Nacionalidade          | Pontos | PC         | PL         |
| ----------------- | -------------------- | ---------------------- | ------ | ---------- | ---------- |
| Medalha de ouro   | Choi Da-Bin          | Coreia do Sul          | 187.54 | 61.30 (1)  | 126.24 (1) |
| Medalha de prata  | Li Zijun             | China                  | 175.60 | 58.65 (4)  | 116.95 (3) |
| Medalha de bronze | Elizabet Tursynbaeva | Cazaquistão            | 175.04 | 53.16 (6)  | 121.88 (2) |
| 4                 | Rika Hongo           | Japão                  | 161.37 | 60.98 (2)  | 100.39 (4) |
| 5                 | Kailani Craine       | Austrália              | 154.41 | 55.02 (5)  | 99.39 (5)  |
| 6                 | Yu Shuran            | Singapura              | 146.70 | 50.99 (7)  | 95.71 (6)  |
| 7                 | Zhao Ziquan          | China                  | 138.57 | 58.90 (3)  | 79.67 (10) |
| 8                 | Aiza Mambekova       | Cazaquistão            | 132.64 | 49.99 (8)  | 82.65 (9)  |
| 9                 | Amy Lin              | Taipé Chinesa          | 131.03 | 47.15 (10) | 83.88 (7)  |
| 10                | Maisy Ma             | Hong Kong              | 127.39 | 47.81 (9)  | 79.58 (11) |
| 11                | Chloe Ing            | Singapura              | 127.35 | 44.64 (11) | 82.71 (8)  |
| 12                | Joanna So            | Hong Kong              | 110.37 | 41.65 (12) | 68.72 (12) |
| 13                | Kim Na-Hyun          | Coreia do Sul          | 108.77 | 40.80 (13) | 67.97 (13) |
| 14                | Promsan R. Na Phuket | Tailândia              | 88.55  | 25.71 (16) | 62.84 (14) |
| 15                | Samantha Cabiles     | Filipinas              | 83.65  | 28.54 (14) | 55.11 (16) |
| 16                | Aina Mohd Aminudin   | Malásia                | 82.35  | 25.16 (17) | 57.19 (15) |
| 17                | Thita Lamsam         | Tailândia              | 80.01  | 26.89 (15) | 53.12 (18) |
| 18                | Zahra Lari           | Emirados Árabes Unidos | 76.68  | 23.31 (19) | 53.37 (17) |
| 19                | Shayane Casapao      | Filipinas              | 70.99  | 24.33 (18) | 46.66 (21) |
| 20                | Tasya Putri          | Indonésia              | 70.22  | 22.21 (20) | 48.01 (20) |
| 21                | Aleksandra Nesterova | Quirguistão            | 70.15  | 21.69 (21) | 48.46 (19) |
| 22                | Aneeta Lingam        | Malásia                | 62.82  | 18.67 (22) | 44.15 (22) |
| 23                | Laura Ismagulova     | Quirguistão            | 60.97  | 18.53 (23) | 42.44 (23) |
| 24                | Nurul Ayinie         | Indonésia              | 47.69  | 16.81 (24) | 30.88 (24) |

Legenda
| Recorde mundial      | Recorde mundial (World record)               |                       | Recorde africano                      | Recorde africano (African) |                                           | Q | Classificado por posição (Qualified) |
| Recorde olímpico     | Recorde olímpico (Olympic record)            | Recorde da América    | Recorde da América (Americas)         | q                          | Classificado por melhor tempo (Qualified) |   |                                      |
| Melhor marca do ano  | Melhor marca do ano (World leading)          | Recorde asiático      | Recorde asiático (Asian)              | DNS                        | Não largou (Did not start)                |   |                                      |
| Recorde nacional     | Recorde nacional (National record)           | Recorde europeu       | Recorde europeu (European)            | DNF                        | Não terminou (Did not finish)             |   |                                      |
| Recorde pessoal      | Recorde pessoal do atleta (Personal best)    | Recorde da Oceania    | Recorde da Oceania (Oceania)          | DSQ / DQ                   | Desclassificado (Disqualified)            |   |                                      |
| Recorde da temporada | Recorde da temporada do atleta (Season best) | Recorde sul-americano | Recorde sul-americano (South America) | NM                         | Sem marca (No mark)                       |   |                                      |